# 第183步兵師 (德國國防軍)
德國國防軍陸軍第183步兵師（德語：183. Infanterie-Division）是納粹德國國防軍陸軍的一個步兵師。該師於1939年11月組建。
該師組建後，首次作戰為參與1941年入侵南斯拉夫行動，同年6月調至東線，此後一直在當地作戰。
該師最後於1943年11月歸入其他部隊。1944年9月，德方又以第183步兵师残部为基础组建第183人民掷弹兵师，該師直至1945年4月下旬向盟軍投降。

## 註腳
1. ↑  Mitcham（2007年）